# 北村匡
北村 匡（きたむら ただし、1958年4月5日 - ）は、日本の国土交通技官。国土交通省水資源部長、内閣官房内閣審議官兼水循環政策本部事務局長を経て、共和コンクリート工業取締役副社長、応用生態工学会幹事長。

## 人物・経歴
東京都出身。1981年東京工業大学（のちの東京科学大学）工学部土木工学科卒業、建設省入省、北陸地方整建設局信濃川下流工事事務所配属。1993年建設省河川局治水課課長補佐。1995年北陸地方建設局黒部工事事務所長。1998年宮城県土木部河川課長。2000年北陸地方建設局河川部河川調査官。
2002年国土交通省大臣官房付、ダム技術センター出向。2004年水資源機構管理事業部管理企画課長。2006年関東地方整備局江戸川河川事務所長。2009年北海道開発局石狩川開発建設部長。2010年北海道開発局札幌開発建設部長。2012年環境省水・大気環境局水環境課長。
2015年から国土交通省水資源部長（併）内閣官房副長官補付（併）内閣官房水循環政策本部事務局長を務め、ダム整備などにあたった。2016年退官、水源地環境センター審議役。のち水源地環境センター理事、応用生態工学会幹事長、共和コンクリート工業取締役副社長。